# レデューサーレンズ

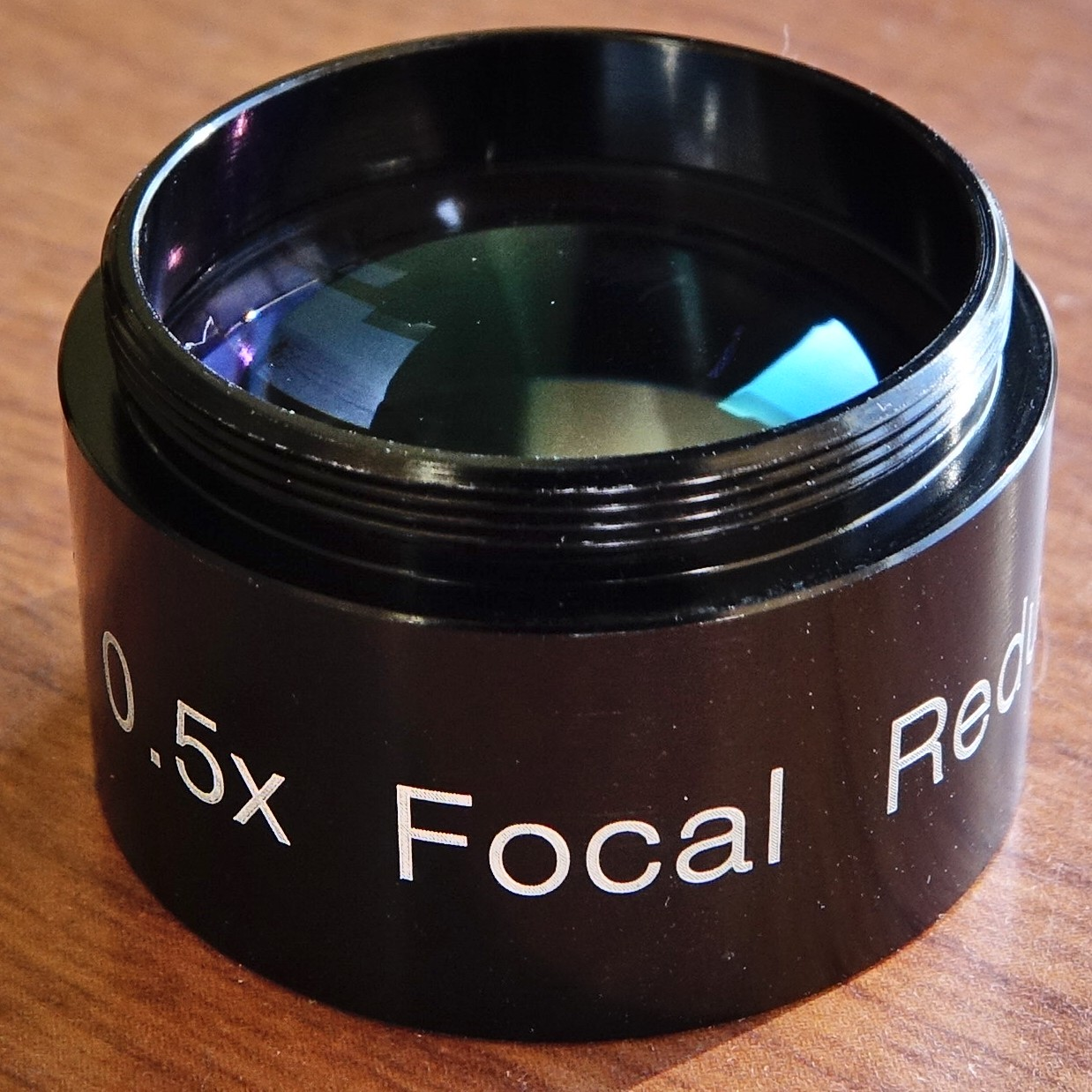
0.5倍フォーカルレデューサー

レデューサーレンズ（英: reducer lens）とはある光学系に組み込んで、焦点距離を短くしたりF値を小さくするために用いるレンズ構成である。視野の拡大や、明るさの向上などの効果がある。単にレデューサーと呼ばれることもある。
レデューサーレンズは対象とする光学系よりも短い焦点距離を持った凸レンズである。天体望遠鏡においては対物レンズ後、接眼レンズの前もしくは検出器の直前に設置する。このレンズ系によって焦点距離が短くなり低倍率・広視野化し、天体の見かけの密度が上がって明るく見えるので星雲などの広がった暗い天体を見るのに適するようになる。写真撮影においては1ピクセルに入る光量が多くなるので露出時間を短縮することができ、像質の向上を図ることができる。
また、天体望遠鏡においては望遠鏡ごとに専用のレデューサーレンズが販売されていることがあり、物によってはその望遠鏡の収差を補正するものもある。